# 야마모토 타로
야마모토 타로(山本太郎 야마모토 다로[*], 1974년 11월 24일 ~ )는 일본의 전직 배우이자 정치인으로, 현재 레이와 신센구미의 당대표이다.

## 생애

### 배우, 탤런트 시절
효고현 출신으로 본래 1990년 탤런트로 데뷔하여 연기를 중심으로 활동했다. 《배틀로얄》(2000), 《신센구미!》(2004) 등에 출연하여 인지도를 얻었다.

### 정계 입문
2011년 후쿠시마 원전 사고 이후 소속사를 탈퇴하고 시민단체에 들어가 반핵 운동 활동가로 정치에 입문하였다. 2012년 총선의 도쿄도 제8구 중의원 선거에서 낙선했다가, 2013년 총선에 생활의 당, 사회민주당, 일본 녹색당의 추천후보로 출마하여 참의원 의원으로 당선되었다.
2014년 생활의 당이 의석을 잃어 원외정당으로 밀려날 위기에 처하자 야마모토가 입당하여 정당명을 "생활의 당과 야마모토 타로와 동료들"로 개칭하였고, 이후 자유당으로 이름이 바뀌었다.
2019년 자유당이 국민민주당에 합당되자 탈당하여 레이와 신센구미를 창설하고 당대표가 되었다. 2019년 참의원 선거에 2명의 장애인 비례대표를 당선시켰으나 본인은 낙선했다. 2020년 도쿄 도지사 선거에 출마하였으나 10.72%의 표를 받고 낙선하였다.

#### 제49회 중의원 의원 총선거
2021년 9월 8일 시민연합이 국회 내에서 개최한 모임에 참석해 시민연합의 중개인 형태로 차기 중의원 선거의 사실상 공통 정책 체결에 합의했다. 당초 도쿄 8구에서의 출마를 검토했으나 야당 공투를 목표로 하고 있던 입헌민주당이 반발한 것을 두고 비례 도쿄 블록에서 출마를 표명했다. 투개표 결과 레이와 신센구미가 비례 도쿄 블록에서 1석을 얻었기 때문에 중의원 의원에 첫 당선됐다.

## 작품 목록

### 영화
- 2004년 《역도산》... 카사이 코우이치 역
- 2011년 《마이 웨이》... 노다 역

## 역대 선거 결과
|  | 25.15% |

|  | 11.83% |

|  | 4.55% |

|  | 10.72% |

|  | 5.59% |

|  | 8.99% |